# Italo Martinenghi
Italo Martinenghi (Milano, 25 ottobre 1930 – Milano, 26 gennaio 2008) è stato un regista, produttore cinematografico e sceneggiatore italiano.

## Filmografia

### Regista
- ...e così divennero i 3 supermen del West (1973) - anche sceneggiatore
- 3 Supermen contro il Padrino (1979) - anche sceneggiatore
- Lady Football (1979)
- 3 Supermen alle Olimpiadi (1984)
- 3 Supermen in Santo Domingo (1986) - anche sceneggiatore

### Produttore
- I fantastici 3 Supermen, regia di Gianfranco Parolini (1967)
- Isabella duchessa dei diavoli, regia di Bruno Corbucci (1969)
- Che fanno i nostri supermen tra le vergini della jungla?, regia di Bitto Albertini (1970)